# Olive Hill (Kentucky)
Olive Hill – miasto w Stanach Zjednoczonych, w stanie Kentucky, w hrabstwie Carter.